# Mary River (Margaret River)
Der Mary River ist ein Fluss in der Region Kimberley im Norden des australischen Bundesstaates Western Australia.

## Geografie
Der Fluss entspringt nördlich der Siedlung Ruby Plains an den Südhängen des Mount Angelo, 25 Kilometer südlich von Halls Creek. Von dort aus fließt er nach Westen durch die Siedlung Oollumarra Soak und mündet unterhalb des Mount Jean in den Margaret River, kurz nachdem er den Great Northern Highway unterquert hat.

### Nebenflüsse mit Mündungshöhen
Der Fluss hat folgende Nebenflüsse:
- Thompson Creek – 421 m
- Sandy Creek – 417 m
- Six Mile Creek – 413 m
- Garden Creek – 337 m
- Hangman Creek – 319 m
- Dockrell Creek – 292 m
- Laura River – 286 m
- Willy Willy Creek – 271 m
- Janet Creek – 266 m

## Namensherkunft
Der Mary River erhielt 1884 seinen Namen. Der Landvermesser Harry Johnston benannte ihn nach seiner Mutter.